# Nằm vùng
Nằm vùng trong chính trị, quân sự là biện pháp xâm nhập vào lãnh thổ đối phương, trà trộn vào dân cư để hoạt động một cách bí mật. Nằm vùng thường che đậy trong một vỏ bọc người dân với cuộc sống bình thường, len lỏi sống cùng dân chúng, khiến người khác không thể phát hiện. Nằm vùng thường có địa bàn cố định và giữ vị trí tại chỗ trong một thời gian dài không có thời hạn xác định. Hoạt động chủ yếu là thu thập tin tức tình báo, bí mật hỗ trợ các lực lượng vũ trang. Mức cao hơn là len lỏi vào trong hệ thống hành chính hay quân đội đối phương.
Nằm vùng cũng được sử dụng trong nhiều lĩnh vực khác, như hoạt động của cảnh sát chống tội phạm, hoạt động của điệp viên, dùng trong lĩnh vực tin học.

## Chiến tranh Đông Dương
Trong thời kỳ Chiến tranh Đông Dương, lực lượng Việt Minh đã tổ chức "nằm vùng" trong các vùng mà Pháp tạm chiếm. Tuy nhiên, phía Pháp và Quốc gia Việt Nam cũng có hành động "nằm vùng" tương tự. Các lực lượng người Việt chiến đấu bên phe Pháp cũng là người Việt nên rất khó nhận diện. Họ xâm nhập vùng quản lý của Việt Minh để điều tra, khai thác, thu thập và cung cấp tin tức tình báo.

## Chiến tranh Việt Nam

### Mục tiêu và hoạt động
Trong thời kỳ Chiến tranh Việt Nam, phe Cách mạng thường sử dụng chiến lược Nằm vùng để gây dựng cơ sở cách mạng chống chính phủ Việt Nam cộng hòa, trà trộn vào người dân, cơ quan hành chính hay quân đội, thúc đẩy tuyên truyền. Mục tiêu của họ được phe chính phủ Việt Nam cộng hòa mô tả là gây chia rẽ, mâu thuẫn nội bộ, phá hoại uy tín chính phủ Việt Nam cộng hòa bằng việc ức hiếp người dân, gây ra cảnh bất công, lũng đoạn kinh tế... Việc này rất khó bị phát hiện bởi người thuộc Mặt trận Dân tộc Giải phóng miền Nam Việt Nam cũng là người miền Nam Việt Nam. Để dễ dàng thực hiện, những người nằm vùng là cán bộ trung kiên với Đảng Cộng sản, chưa từng lộ diện trước quần chúng. Khi có những thời điểm thuận lợi lớn, lực lượng cách mạng nằm vùng nổi dậy, tổ chức tấn công kết hợp huy động quần chúng. Các đơn vị quân Cách mạng kéo đến thì lực lượng nằm vùng ở địa phương sẽ tổ chức phối hợp.

### Đối phó
Hoạt động nằm vùng bị phía VNCH xem là vi phạm Hiệp định Genève 1954 về việc tập kết, phe Cách mạng đã không rút khỏi miền Nam mà vẫn cho người ở lại, chôn giấu sẵn vũ khí. Chiến lược đối phó của Mỹ và Việt Nam cộng hòa được đặt ra là sử dụng Khu trù mật, nhằm tách người dân ra khỏi các cán bộ cộng sản nằm vùng. Về sau sử dụng Ấp chiến lược, rồi Ấp tân sinh. Việc dồn dân vào các ấp này được xem là chiến lược quyết định thành bại của "Việt Nam hóa chiến tranh" và liên quan đến tồn vong của chế độ Việt Nam cộng hòa. Tuy nhiên, các chiến lược dồn dân này đã không hiệu quả. Sau khi chế độ Việt Nam cộng hòa sụp đổ thì nhiều cán bộ cách mạng của Đảng Cộng sản mới lộ diện gây bất ngờ đối với những người chống cộng sản.

## Chiến tranh Việt Nam – Campuchia 1979
Campuchia dưới thời Khmer Đỏ được Việt Nam xem là "con dao găm bén nhọn" của bành trướng Bắc Kinh, là tên biệt kích "nằm vùng" cho mưu đồ xâm chiếm Đông Nam Á.

### Sách
- Bộ Ngoại giao VNCH (1971). Hiệp-định Genève 1954 và ủy-hội quốc-tế kiểm-soát đình-chiến tại Việt-Nam. Văn phòng phụ tá Bộ Ngoại giao VNCH.
- Cù Mai Công (2022). Gia Định Là Nhớ - Sài Gòn Là Thương 2. First News.
- Don Oberdorfer, Hà Nguyễn (1998). TẾT, Về cái Tết năm 1968 tại Miền Nam Việt Nam. NXB Tổng hợp TP.HCM, NXB Tổng Hợp Hậu Giang.
- Hà Văn Tấn (2005). Lịch sử quân sự Việt Nam, Tập 11. Nhà xuất bản Chính trị quốc gia.
- Hoàng Văn Lạc (1966). Một giải-pháp cho vấn-đề Việt-Nam.
- Minh Võ (1970). Sách lược xâm lăng của cộng sản. Nhà xuất bản Đức Sinh.
- Nguyễn Công Thục (2006). Phong trào đấu tranh chống phá ấp chiến lược. Nhà xuất bản Chính trị quốc gia.
- Nguyễn Quang Ân, Trương Minh Chiến (2010). Từ điển địa chí Bạc Liêu. Nhà xuất bản Chính trị quốc gia.
- Nguyễn Tâm Linh (1990). Con Đường Về Quê Hương.
- Nội các Chiến tranh (VNCH) (1966). Thành tích hoạt động của nội các chiến tranh: từ 19-6-1965 đến 19-6-1966.
- Phạm Huy Dương, Phạm Bá Toàn (2005). Đại thắng mùa xuân, 1975: kết thúc cuộc kháng chiến chống Mỹ, cứu nước của dân tộc Việt Nam. Nhà xuất bản Quân đội nhân dân.
- Phạm Văn Quyền (2006). 60 năm Công an nhân dân Việt Nam, 1945-2005. Nhà xuất bản Công an nhân dân.
- Trần Văn Ân (1970). Việt Nam trước dư luận thế giới. Nhóm Đời Mới.

### Tạp chí
- Đảng cộng sản Việt Nam (1984). "Tạp chí cộng sản: cơ quan lý luận và chính trị của Đảng cộng sản Việt-Nam". Đảng cộng sản Việt Nam, Ban chấp hành Trung ương. {{Chú thích tạp chí}}: Chú thích magazine cần |magazine= (trợ giúp)
- Quốc hội VNCH (1963). "Nội-san Quốc-hội, Tập 2". Sở Thông tin Quốc hội (VNCH). {{Chú thích tạp chí}}: Chú thích magazine cần |magazine= (trợ giúp)
- Viện lịch sử Đảng, Viện Mác-Lênin (2000). "Tạp chí lịch sử Đảng, Số phát hành 110-121". Viện lịch sử Đảng, Viện Mác-Lênin. {{Chú thích tạp chí}}: Chú thích magazine cần |magazine= (trợ giúp)